# Inname van Aalst (1583)
De Inname van de stad Aalst (1583) vond plaats in het Land van Aalst, door het Spaanse Rijk onder leiding van Parma op 3 november van dat jaar. De Engelse bezetting van de Oost-Vlaamse stad droeg Aalst over aan de Spanjaarden tegen betaling van achterstallig soldij, waarna veel Engelsen in dienst traden in het leger van Parma.

## Aanloop
Tijdens de vorige inname in de nacht van 23 april door de Staatsen in het jaar 1582 was Aalst met een list ingenomen. Als nieuwe gouverneur van de stad werd benoemd Olivier van den Tempel. Hij had een Engels garnizoen tot zijn beschikking gekregen die in de stad gelegerd lag onder leiding van kapitein Moore. De benoeming van Frans van Anjou als nieuwe graaf van Vlaanderen had een meerderheid van de bevolking tegen het hoofd gestoten, de populariteit van Willem van Oranje nam hierdoor sterk af. Na Anjous mislukte aanslagen in januari 1583 was die afkeer omgeslagen in een felle haat.

## Beleg
In dit politieke klimaat was Aalst omsingeld door troepen van Parma en het Engelse garnizoen begon te morren, ze hadden maandenlang geen soldij ontvangen en leden gebrek. Ze waren daarbij in twist geraakt met Gent dat niet tot betaling had willen overgaan, maar hen ook nog eens had bedreigd. De bevelhebber trok daarop naar Antwerpen om bij de Staten-Generaal het verschuldigde bedrag te halen. Tijdens zijn afwezigheid gingen de Engelsen met Parma onderhandelen. Als Parma vier maanden achterstallige soldij zou betalen, met toezegging op de overige vier maanden, zouden zij de stad tegen betaling van 30.000 kronen overdragen aan Parma. De Staten zouden geen ontzet kunnen bieden en Parma's troepen het hoofd kunnen bieden, bovendien vreesden zij voor het lot van de burgers. De koop werd besloten, Parma betaalde en de stad werd overgedragen.

## Nasleep
Een groot deel van het Engelse garnizoen trad na de overdracht van de stad in dienst van Parma's leger. Gent raakte daardoor nog meer in de afgesloten tijdens het beleg van Gent en had slechts gemeenschap met de stad Dendermonde.
Predikant Willem Pressius werd gevangengenomen, opgesloten vanaf 30 november tot 24 januari, daarna zonder vorm van proces in een stenen put verdronken.
Er bestaat een getuigenverklaring van de predikant waaruit blijkt dat het ze vooral om het losgeld was te doen. Ze wilden tweeduizend gulden voor hem, wat de predikant niet kon opbrengen. Hij schreef een verklaring tijdens zijn gevangenschap in het Gravensteen.